# Манфредония
Манфредония (на италиански: Manfredonia) e град и община в Южна Италия. Населението му е 56 906 жители (декември 2017 г.), а площта 351 кв. км. Намира се на 5 м н.в. в часова зона UTC+1. Пощенският му код е 71043, а телефонния 0884.